# Cuatro mujeres
Cuatro mujeres és una pel·lícula dirigida en 1947 per Antonio del Amo amb guió de Manuel Mur Oti i protagonitzada per Fosco Giachetti i María Denis.

## Sinopsi
Quatre homes que juguen al pòquer en la taula d'un bar veuen entrar una dona, i la seva visió els recorda a cadascun d'ells experiències amoroses passades.

## Repartiment
- Matilde Artero
- Tomás Blanco
- Manuel de Juan
- María Denis
- Elda Garza
- Margarete Genske
- Fosco Giachetti
- Amparo Guerrero
- Alfredo Herrero
- José Jaspe
- Arturo Marín
- Carlos Muñoz
- Luis Prendes
- Emilio Ruiz de Córdoba

## Premis
Tercera edició de les Medalles del Cercle d'Escriptors Cinematogràfics
| Categoria         | Nominats         | Resultat   |
| ----------------- | ---------------- | ---------- |
| Millor fotografia | Manuel Berenguer | Guanyadora |